# 하나 마슈코바

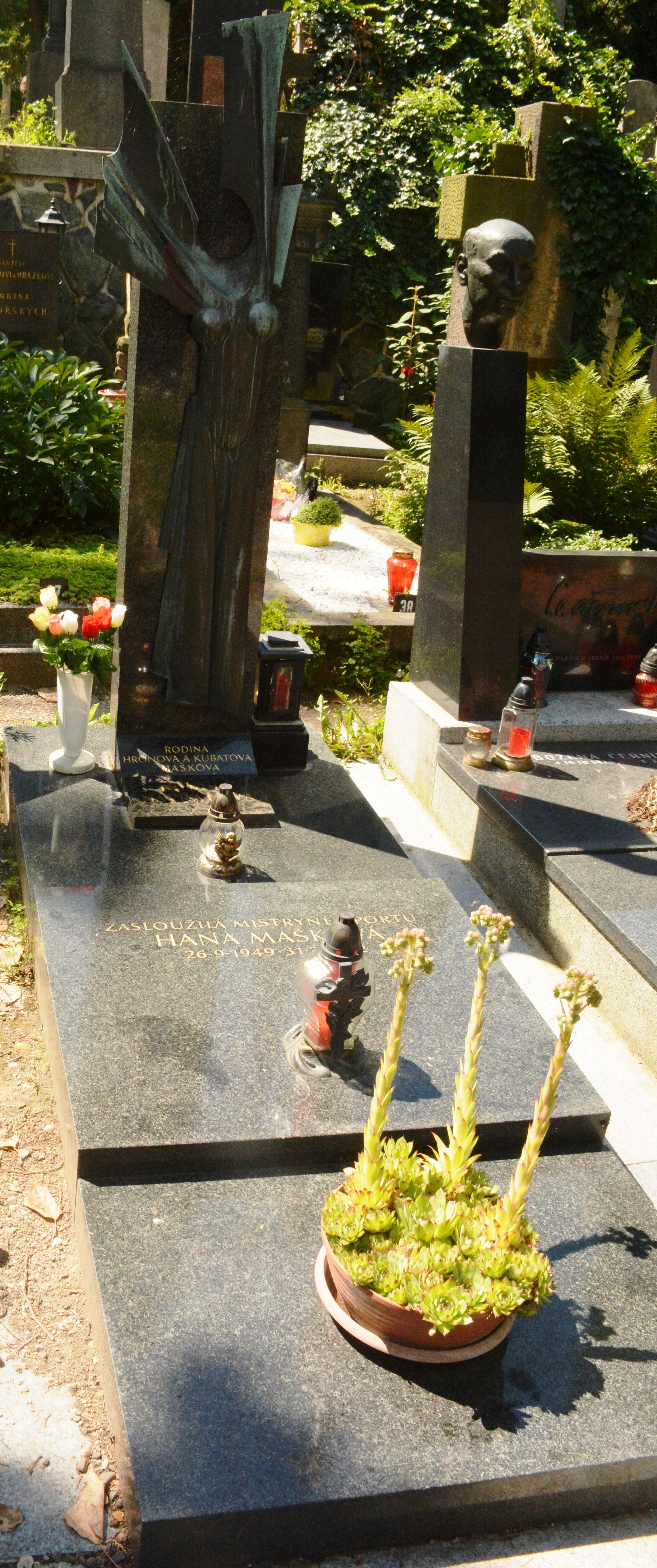

하나 마슈코바(체코어: Hana Mašková, 1949년 9월 26일 - 1972년 3월 31일)는 체코의 피겨 스케이팅 선수였다. 그녀는 1968년 올림픽에서 동메달을 땄고, 1968년 유럽 선수권 대회에서 우승했다.

## 선수 경력
마슈코바의 국제대회 경력은 부다페스트에서 열린 1963 유럽 선수권 대회에서 시작되었다.다음해, 그녀는 도르트문트에서 열린 1964년 세계 선수권 대회에 출전했다. 그녀는 15살때 1964년 인스부르크 동계 올림픽에서 15위를 했다. 마슈코바는 유고슬라비아의 류블랴나에서 열린 1967년 유럽 선수권 대회에서 은메달을 획득했다. 1년후 마슈코바는 스웨덴 베스테로스에서 금메달을 획득했다.

## 사망
마슈코바는 1972년 3월 31일에 프랑스 브레 근처에서 자동차 사고로 즉시 사망했다. 그녀의 무덤은 얀 슈투르사가 만든 날개 달린 여자 몸통으로 되어있고, 프라하 비셰흐라트 공동 묘지에 있다.